# Choca-de-asa-vermelha
Choca-de-asa-vermelha (nome científico: Thamnophilus torquatus) é uma espécie de ave pertencente à família dos tamnofilídeos. Pode ser encontrada na Bolívia, Brasil e Paraguai.
Seu nome popular em língua inglesa é "Rufous-winged antshrike".